# Vessel (estructura)
Vessel (TKA) es una estructura y punto de atracción construida como parte del Plan de Desarrollo de Hudson Yards en Manhattan, Nueva York, Estados Unidos. Fue construida según el diseño del británico Thomas Heatherwick. Se asemeja a un complejo patrón de panel de abejas, se eleva 16 pisos y consta de 154 secciones de escaleras, 2,500 peldaños y 80 plataformas para visitantes. Vessel es el principal punto de atracción de la plaza pública de 5 ha de Hudson Yards. La estructura fue financiada por el desarrollador de Hudson Yards y su coste total es de 200 millones de dólares.
El concepto de Vessel se dio a conocer al público el 14 de septiembre de 2016. La construcción comenzó en abril de 2017, está hecho por vigas de acero fabricadas en Italia y enviadas a los Estados Unidos. La construcción de Vessel  finalizó en diciembre de 2017 con la instalación de su pieza más alta, y se inauguró el 15 de marzo de 2019.
El nombre de la estructura es temporario, tal como indica la abreviatura TKA (en español: Temporariamente denominado en inglés: "Temporarily Known As"). Al ser inaugurado, Vessel ha merecido comentarios diversos, algunos críticos han destacado su ubicación prominente en Hudson Yards, y otros denigrando a la estructura por extravagante. Durante su primer año, Vessel también ha sido criticada por su política restrictiva de copyright en cuanto a las fotografías tomadas desde la estructura, como también por la falta de accesibilidad para visitante discapacitados, temas que luego fueron resueltos.

## Descripción

### Estructura

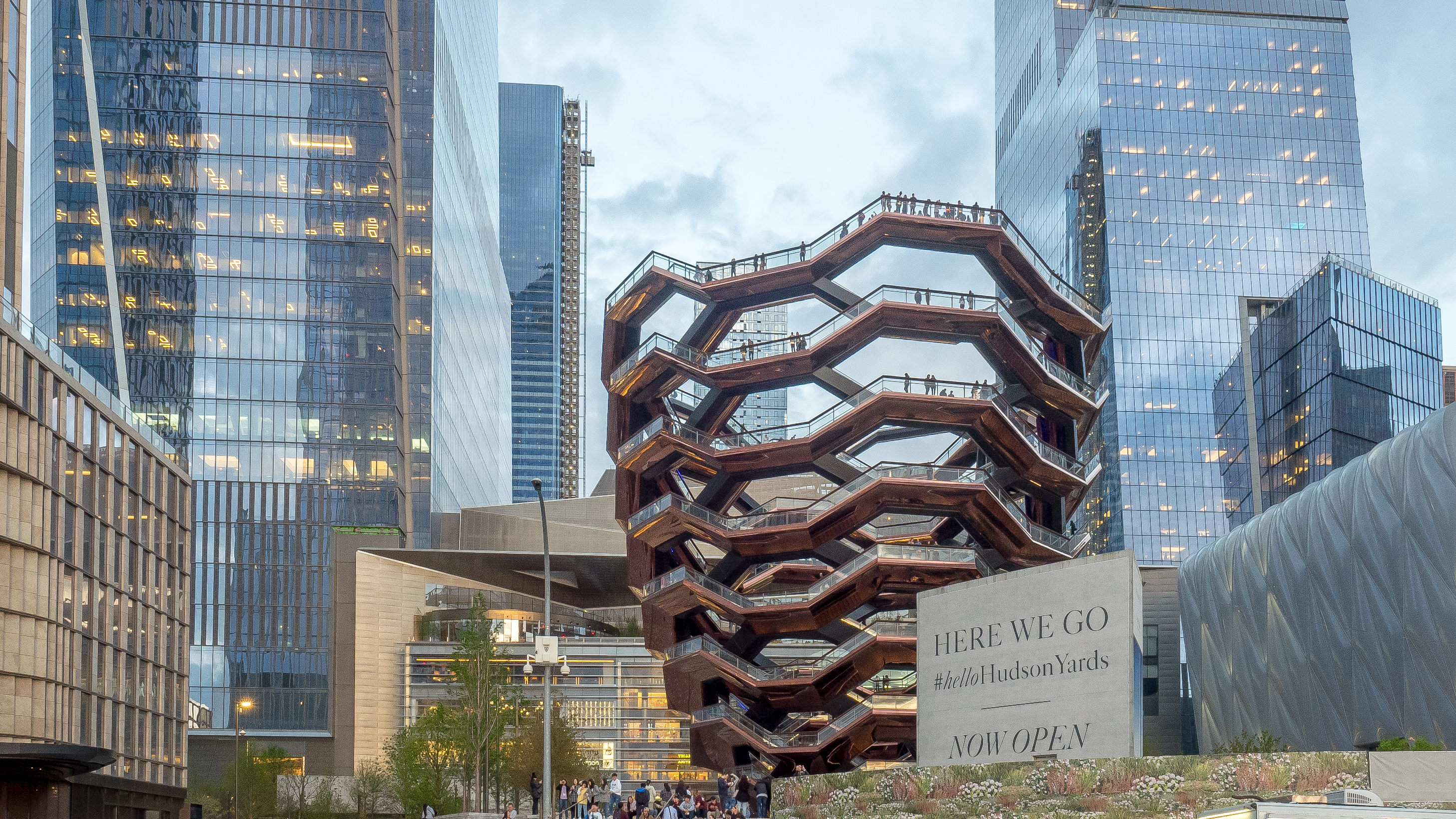
Visto desde la Avenida 11 (2019)

Vessel  es una estructura de 16 pisos de altura (46 m) de escaleras interconectadas entre los edificios de Hudson Yards, ubicada en la Plaza Pública Hudson Yards de 2 ha. Diseñado por Thomas Heatherwick, Vessel tiene 154 secciones de escalera, 2.500 escalones y 80 plataformas, con una longitud total de las escaleras de más de 1,6 km. Los escalones revestidos de cobre, dispuestos como barras de mono de la jungla    e inspirados en el diseño de las cisternas escalonadas   en la India, pueden albergar a 1000 personas a la vez. La estructura también tiene rampas y un elevador para cumplir con la Ley de Estados Unidos para personas con Discapacidades de 1990 (ADA),  aunque solo tres de las plataformas de Vessel son accesibles mediante elevador a partir de 2019.
Vessel mide 15 m  de diámetro en su base, expandiéndose a 46 m en su parte superior. Stephen Ross, el CEO del desarrollador de Hudson Yards, Related Companies, dijo que su forma inusual tenía la intención de hacer que la estructura se destaque como un "árbol de Navidad de 12 meses". Heatherwick dijo que tiene la intención de que los visitantes suban y exploren la estructura como si fuera un gimnasio de la jungla. Desde la parte superior de la estructura, los visitantes pueden ver el río Hudson.

### Alrededores
Vessel fue diseñado en concierto con Hudson Yards Public Square, diseñado por Thomas Woltz de Nelson Byrd Woltz Landscape Architects. La plaza pública adjunta de 5 acres (2 ha) tiene 28000 plantas y 225 árboles, ubicados en la plataforma sobre la cual se construye Hudson Yards. El lado sur de la plaza incluye una copa de árboles, mientras que la entrada sureste también contiene una fuente. Un "jardín de entrada" expresivo estacionalmente "se encuentra fuera de la entrada de la estación Calle 34–Hudson Yards (línea Flushing) del Metro de Nueva York, frente a Vessel. La plaza también se conecta a High Line, un paseo elevado en su extremo sur.

### Coste y montaje
Aunque Vessel originalmente había sido programado para costar $75 millones, las proyecciones fueron luego revisadas a entre $150 y $200 millones. Heatherwick atribuyó el precio enormemente aumentado a la complejidad de construir las piezas de acero. Las piezas de Vessel fueron ensambladas en la comuna de Monfalcone en Italia. Los barcos transportaron las secciones de la escultura a los muelles del río Hudson.

### Nombre
Se planeó que "Vessel" fuera el nombre temporal de la estructura durante la construcción, con un nombre permanente que se determinará más adelante. Después de que Vessel abrió, Hudson Yards le pidió al público que le diera un nombre formal, creando un sitio web dedicado a ese efecto.

## Historia

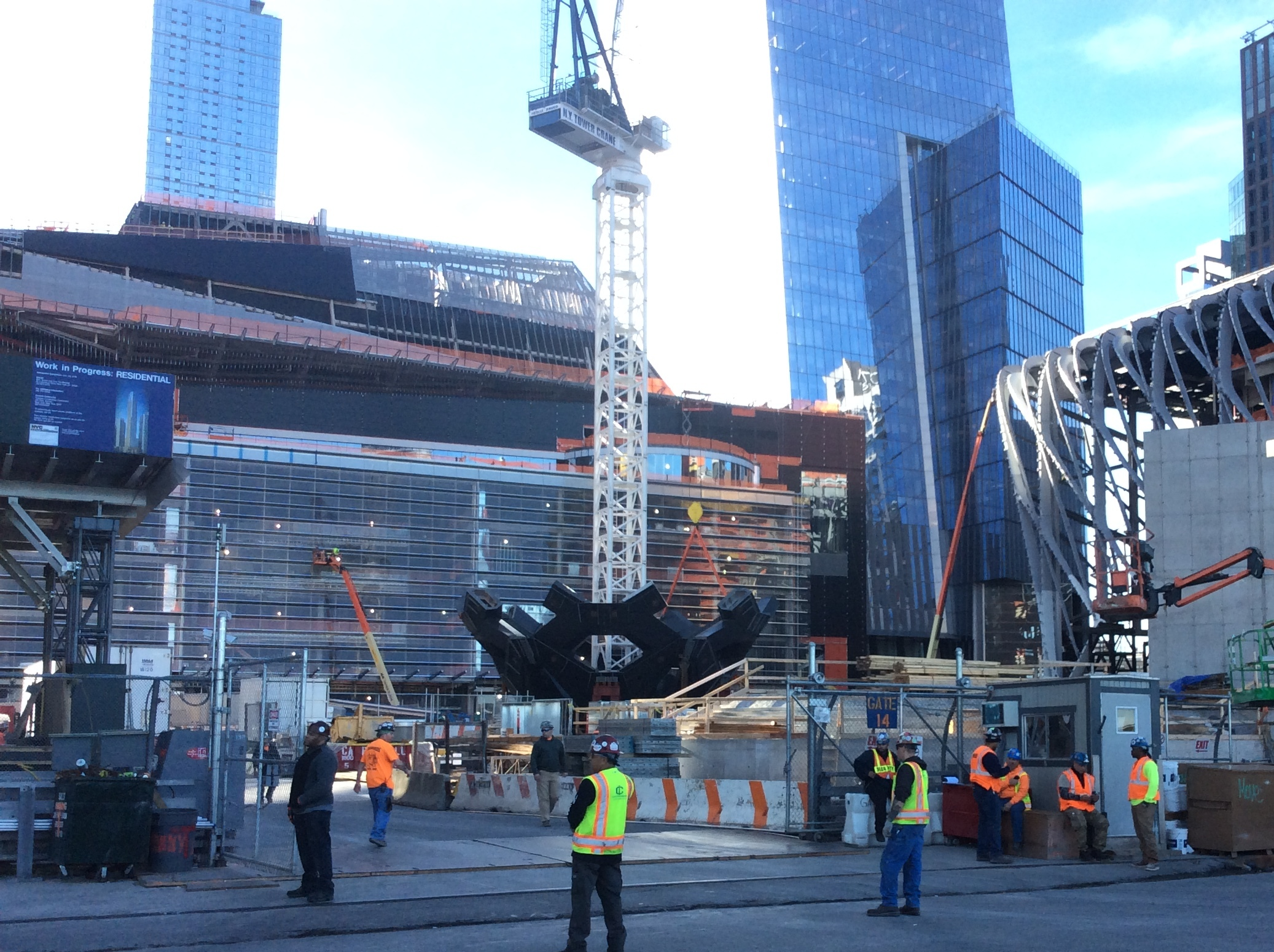
Comienzo de la construcción, mayo de 2017

En una entrevista con la revista Fortune, Ross dijo que "quería encargar algo transformador, monumental", que condujo al concepto de Vessel. Ross estaba buscando a cinco artistas no identificados que fueran famosos por diseñar plazas similares, luego les pidió le presentaran propuestas. Rechazó todos los planes, momento en el cual un colega le presentó a Ross a Heatherwick. Seis semanas después de conocerse, Ross aceptó la propuesta de Heatherwick inmediatamente porque "tenía todo lo que quería". En una entrevista, Heatherwick dijo que su diseño para Vessel se originó en una experiencia de la infancia cuando "se enamoró de un viejo tramo de escaleras de madera descartado fuera de una obra local". Los medios informaron por primera vez de la puesta en servicio de Heatherwick en octubre de 2013.
El concepto de Vessel se dio a conocer al público el 14 de septiembre de 2016 en un evento al que asistieron cientos de personas, incluido el alcalde de Nueva York, Bill de Blasio. Organizado por Anderson Cooper, el evento contó con una actuación del Alvin Ailey American Dance Theater que evocó el diseño entrelazado de las escaleras de Vessel.
En abril de 2017, la primera pieza importante de la escultura se instaló en Hudson Yards. La construcción comenzó el 18 de abril con la instalación de las primeras 10 piezas de la estructura de 75 piezas. Se proyectó su finalización en la primavera de 2019, las otras 65 piezas llegando en cinco lotes. La estructura se completó en diciembre de 2017. En octubre de 2018, se anunció que la apertura de Vessel estaba programada para el 15 de marzo de 2019, y que las entradas para ingresar a la estructura estarían disponibles en febrero. Para enero de 2019, los funcionarios de Hudson Yards estaban solicitando propuestas del público para cambiar el nombre de Vessel. Aunque la estructura no tenía un nombre oficial, el sitio web de Hudson Yards lo llamó la "Escalera de Hudson Yards". Vessel fue abierto al público según lo programado el 15 de marzo de 2019.

### Controversias
Vessel fue criticado por sus políticas fotográficas asociadas en el momento de su apertura. Hudson Yards, el propietario de Vessel, reclamó la propiedad de todas las imágenes y videos tomados de Vessel, y se reserva el derecho de usar cualquier foto o video tomado con fines comerciales sin pagar tarifas de regalías. Este uso privilegiado de fotos y videos por Hudson Yards, una empresa privada, fue criticado porque Hudson Yards se había beneficiado con $4500 millones de exenciones impositivas. Después de que surgieron críticas sobre la política de derechos de autor de Vessel, Hudson Yards modificó la política para que los visitantes pudieran tener las fotos de Vessel.
Después de que Vessel abrió, el Departamento de Justicia de los Estados Unidos presentó una queja alegando que debido a la cantidad de plataformas existentes dentro de Vessel, la mayor parte de la estructura no cumplía con la Ley de Estadounidenses con Discapacidades, a excepción de las porciones directamente fuera del ascensor. Además, a veces se ha cerrado el acceso a los niveles quinto y séptimo de la estructura debido a preocupaciones de hacinamiento. En diciembre de 2019, las empresas relacionadas y el operador de buques ERY Vessel LLC llegaron a un acuerdo con el Departamento de Justicia para aumentar la accesibilidad a la estructura al agregar elevadores para sillas de ruedas y retener el acceso a elevadores en todos los niveles.

### Incidentes
El 1 de febrero de 2020, un joven de 19 años saltó del sexto piso de la estructura en lo que se dijo que era el primer incidente de este tipo que involucraba a Vessel; luego murió en el hospital. El 22 de diciembre del 2020, una mujer de 24 años de edad salto desde la cima de la estructura y también falleció. Una tercera fatalidad ocurrió menos de un mes después el 11 de enero del 2021, cuando un joven de 21 años saltó desde el Vessel. Luego de esta tercer muerte, la estructura fue cerrada mientras que las empresas relacionadas consultan con expertos sobre que medidas implementar para prevenir nuevos suicidios. El Vessel vuelve a cerrar sus puertas al público el 29 de julio del 2021, luego de que sirviera por cuarta vez de escenario a un suicidio.

## Recepción de la crítica

### Alabanza
La escultura ha sido aclamada y criticada. El escritor de la revista Fortune Shawn Tully llamó a Vessel "La respuesta de Manhattan a la Torre Eiffel", un sentimiento también albergado por la reportera de CNN Tiffany Ap. La escritora de la revista Elle, Kelsey Kloss, comparó Vessel con un dibujo de M. C. Escher. Varios comentaristas se han referido a la estructura como el Shawarma gigante.
Al hablar sobre el proceso de diseño de la estructura, Heatherwick dijo: "Teníamos que pensar en lo que podría actuar como un marcador de tierra. Algo que podría ayudar a darle carácter y particularidad al espacio". Ted Loos de The New York Times dijo la escultura, aunque era una "escalera a ninguna parte" en el sentido utilitario, sirvió como un "signo de exclamación" al extremo norte de High Line. David Colón de Gothamist llamó a Vessel "una adición audaz al paisaje de la ciudad". La presidenta del Fondo de Arte Público, Susan Freedman, le gustó las representaciones para Vessel, pero lo llamó "un salto de fe en términos de escala". Ella dijo que podría haber demasiada demanda de Vessel, especialmente teniendo en cuenta la proximidad de la estructura a High Line.

### Crítica
Otros críticos evaluaron a Vessel negativamente. El crítico de arquitectura del New York Times, Michael Kimmelman, llamó al exterior de Vessel "llamativo" y criticó a Hudson Yards en general como una "comunidad cerrada" que carecía de espacio público real. Feargus O'Sullivan de CityLab llamó a Vessel, junto con otros numerosos desarrollos y proyectos arquitectónicos financiados por multimillonarios de Heatherwick, "un monumento llamativo de ser solo un poco libre". Algunos lo han contrastado negativamente con Cloud Gate, también conocido como The Bean, en el Parque del Milenio, Chicago, llamando a Vessel un "pedazo de basura" y una "monstruosidad". Blair Kamin, del Chicago Tribune, lo calificó de "voluntarioso y artificial".
Los críticos también escribieron sobre la falta de accesibilidad de Vessel para usuarios de sillas de ruedas, ya que Vessel consiste principalmente en escaleras, con un solo elevador para conectar uno de los conjuntos de plataformas. Debido a esto, los grupos de derechos de los discapacitados protestaron fuera de la estructura.

## Galería

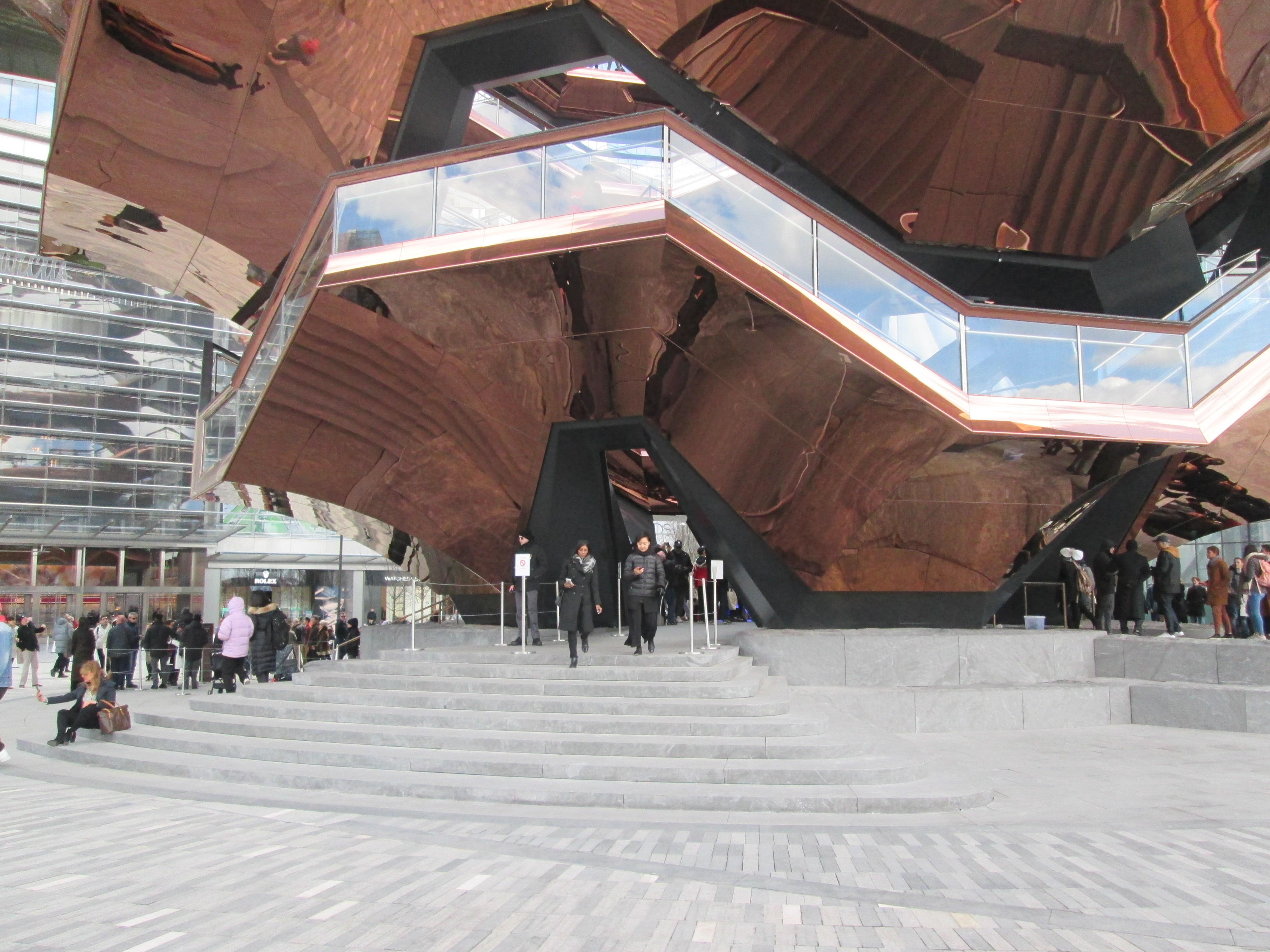
Entrada
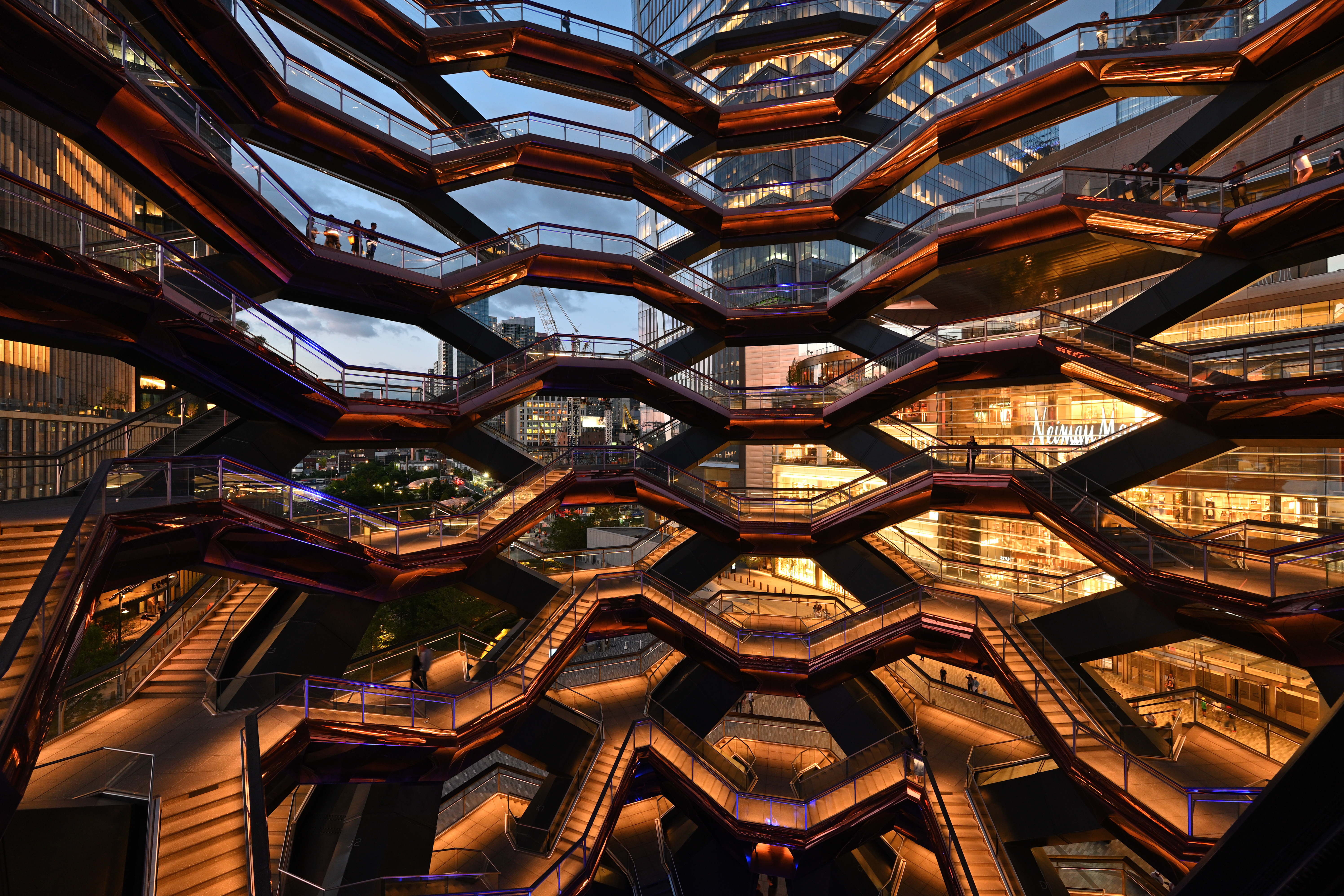
Vista interior
Zona superior
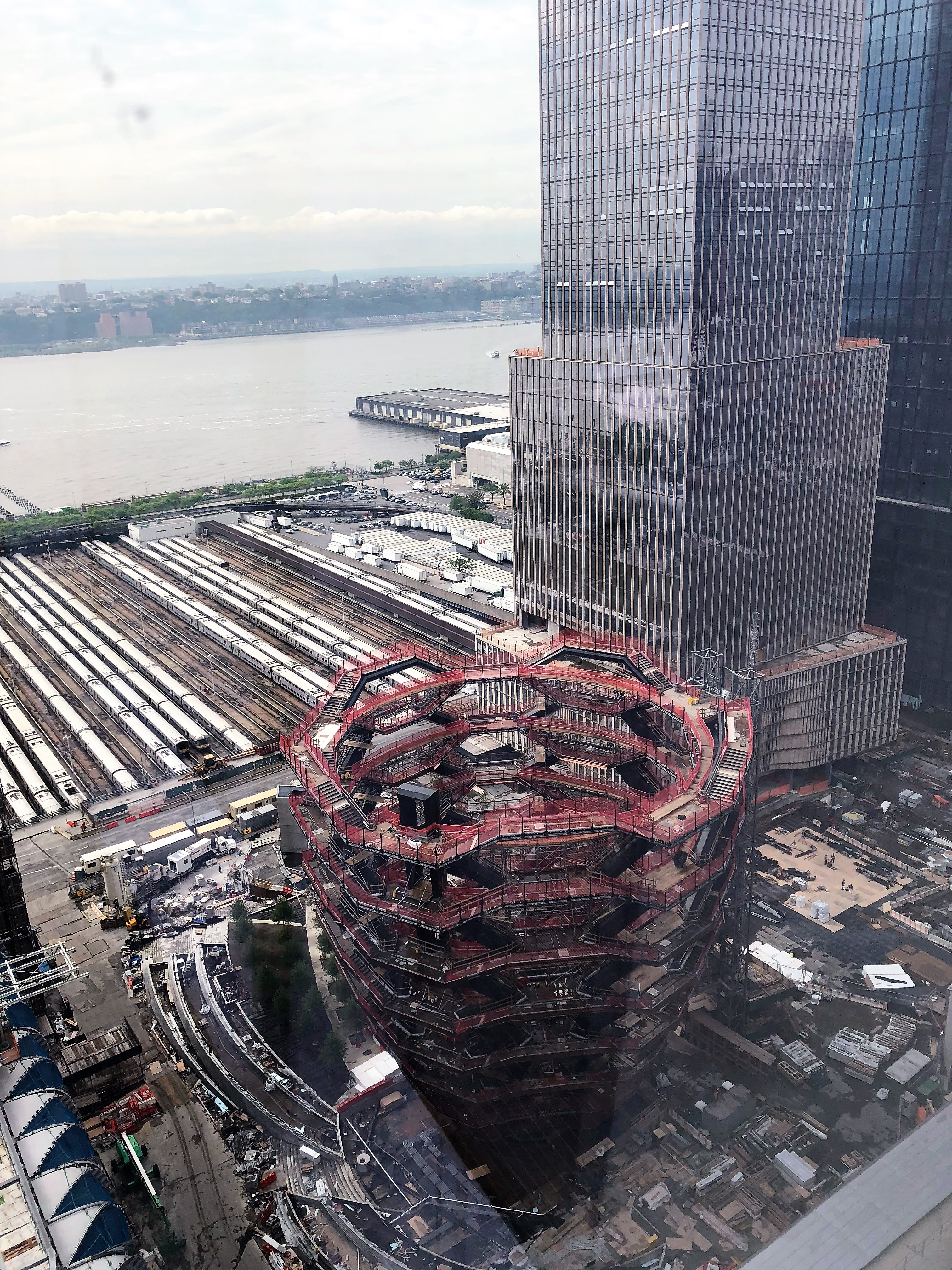
Vista aérea
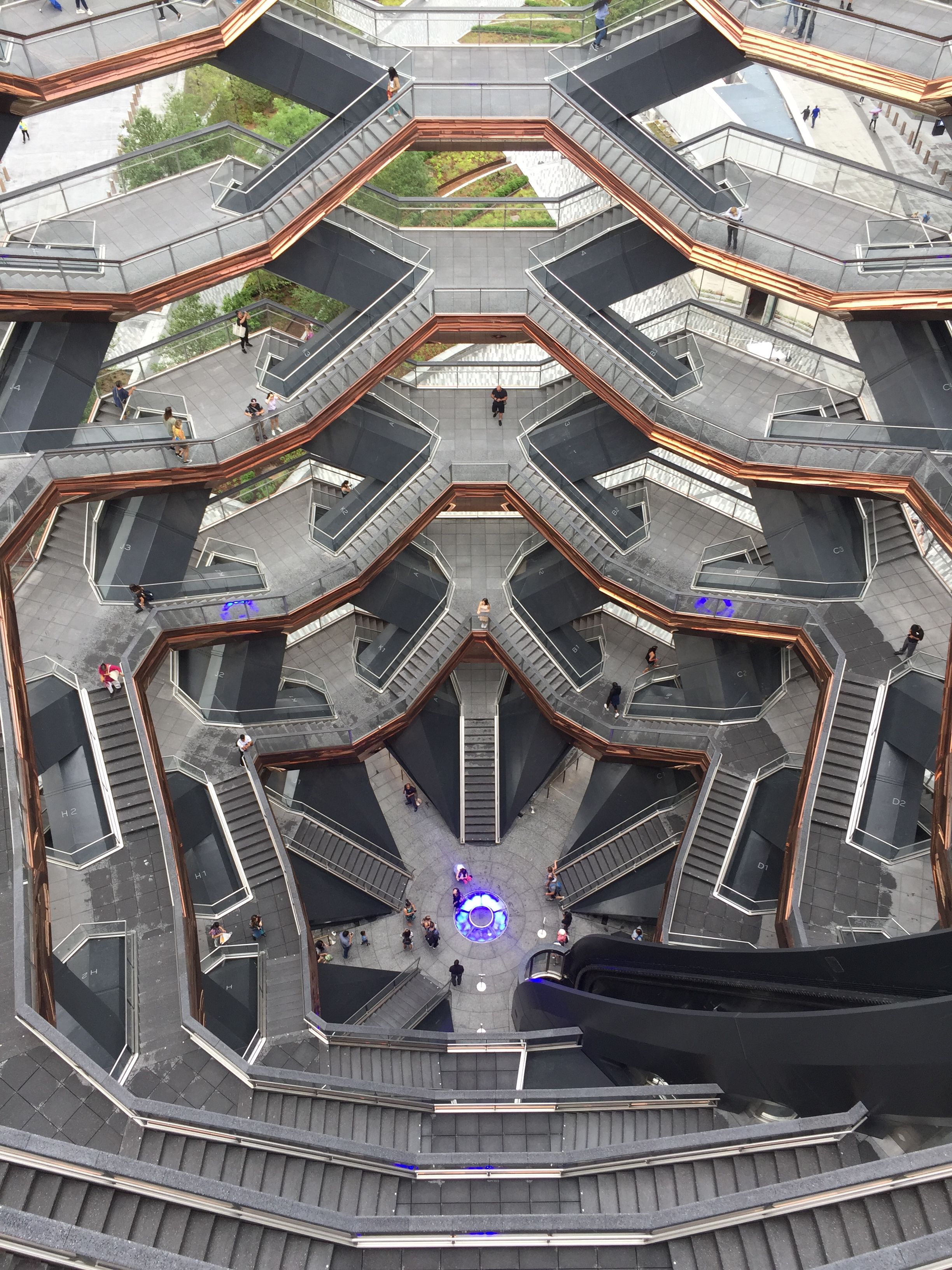
Vista interior desde la zona superior